# Zohar Manna
Pour les articles homonymes, voir Manna.
Zohar Manna, né le 17 janvier 1939 à Haïfa et mort le 30 août 2018 à Netanya en Israël, est un informaticien israélo-américain.
Il était professeur à l'université Stanford. Il est réputé comme l'auteur du livre The Mathematical Theory of Computation, qui est l'un des premiers ouvrages à développer les concepts mathématiques qui sont à la base de la programmation en informatique.

## Biographie
Zohar Manna étudie au Technion à Haïfa. Il obtient un bachelor en 1961 et un master en 1965. Il obtient un Ph. D. en 1968 chez Robert W. Floyd et Alan Perlis, à l'université Carnegie-Mellon, avec une thèse intitulée : Termination of algorithms. À partir de 1968, il est professeur à Stanford et à partir de 1972, il est aussi professeur à l'Institut Weizmann, à Rehovot en Israël.
Sa recherche porte notamment sur la logique des programmes, la logique temporelle et ses applications à la vérification de systèmes réactifs. Il a dirigé de nombreuses thèses. Parmi ses élèves figurent, Ashok K. Chandra, Jean Vuillemin, Shmuel Katz, Adi Shamir, Nachum Dershowitz, Pierre Wolper, Martín Abadi, Thomas Henzinger, Nikolaj Bjorner, Henny Sipma, Bernd Finkbeiner, Sriram Sankaranarayanan, Aaron Bradley.

## Prix et distinctions
- Zohar Manna est Fellow de l'Association for Computing Machinery à partir de 1994.
- Il a bénéficié d'une bourse Guggenheim en 1968.
- En 1992, il est le premier à recevoir le prix Friedrich L. Bauer.

## Ouvrages
Les deux livres avec Amir Pnueli (Manna et Pnueli 1992) et (Manna et Pnueli 1995) font partie d'une trilogie dont le troisième volume, avec le titre The temporal logic of reactive and concurrent systems : progress, n'a pas été achevé. Les trois premiers chapitres de ce volumes peuvent être lus en ligne.
- (en) Aaron R. Bradley et Zohar Manna, The calculus of computation : decision procedures with applications to verification, Berlin, Springer, 2007, XV+366 (ISBN 978-3-540-74112-1, DOI 10.1007/978-3-540-74113-8)
- (en) Zohar Manna, The mathematical theory of computation, Dover, 2003, 464 p. (ISBN 978-0486432380): Réimpression de : The mathematical theory of computation, McGraw Hill, 1974
- (en) Zohar Manna et Richard J. Waldinger, The deductive foundations of computer programming, Addison-Wesley, 1993, XIV+717 (ISBN 978-0-201-54886-0) (Une version en un seul volume de The logical basis for computer programming
- (en) Zohar Manna, Richard J. Waldinger et Johar Manna, The logical basis for computer programming. Volume 1: deductive reasoning, Addison-Wesley, 1985 (ISBN 0-201-18260-2)
- (en) Zohar Manna et Richard J. Waldinger, The logical basis for computer programming. Volume 2:deductive systems, Addison-Wesley, 1990 (ISBN 978-0201182613)
- (en) Zohar Manna et Amir Pnueli, The temporal logic of reactive and concurrent systems : specification, Springer, 1992, XIV+427 (ISBN 978-3-540-97664-6)
- (en) Zohar Manna et Amir Pnueli, Temporal verification of reactive  systems: safety, Springer, 1995, XV+512 (ISBN 978-0-387-94459-3)